# Dialetto sulcoviano
Il dialetto sulcoviano (slesiano: sulkowski djalekt, polacco: dialekt sułkowski) è uno dei dialetti slesiani individuati da Feliks Steuer nel suo lavoro Dialekt sułkowski (1934). Appartiene ad un gruppo di dialetti usati presso il confine polacco-slesiano e il suo nome deriva dalla città natale di Steuer. In questo dialetto lo studioso ha creato opere come Ostatńi gwojźdźaurz e Z naszej źymjy ślůnskej. L'ortografia vigente è l'alfabeto slesiano di Steuer.

## Esempio
(Feliks Steuer, Ostatńi gwojźdźaurz)